# طوارق

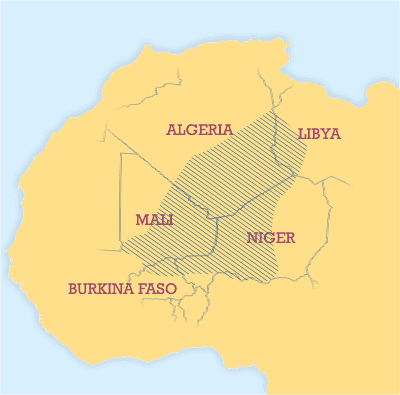
زیستگاه طوارق در شمال آفریقا.

طَوارِق یکی از اقوام بربر (آمازیغ) در شمال آفریقا هستند.
طوارق قومی صحرانشین است که افراد آن روزگاری در همهٔ صحرای بزرگ آفریقا کوچ‌گردی می‌کردند ولی امروزه بیشتر در غرب صحرا سکونت دارند.
نام طوارق را دیگران برای ایشان به‌کار می‌برند و ایشان خود را با نام‌های «کِل‌تماشِق» (گویشوران تماشق) و امازغان (مردم آزاد) می‌نامند. زبان ایشان را طوارقی می‌گویند.
طوارق خط و الفبای ویژه‌ای برای خود دارند به‌نام تیفیناغ که امروزه کاربرد زیادی ندارد.
طی دو هزار سال، طوارق با کاروان‌های خود دادوستد صحراگذر را زنده نگه داشته‌اند. این کاروان‌ها، از طریق ۵ مسیر صحرایی، شهرهای بزرگ کنارهٔ جنوبی صحرا را به مناطق مدیترانه‌ای شمال آفریقا پیوند داده‌اند.
جمعیت طوارق در سال ۲۰۱۲ حدود ۹ تا ١٣ میلیون نفر برآورد شده که نواری وسیع در صحرای بزرگ آفریقا و کناره‌های آن از لیبی، شمال نیجر، جنوب الجزایر و شمال مالی تا بورکینافاسو را در بر می‌گیرد. بیشترین جمعیت آن‌ها در مالی ساکن است که حدود ٢ میلیون نفر از جمعیت این کشور را تشکیل می‌دهد. تاریخ پسااستعماری طوارق در مالی و نیجر شاهد زنجیره‌ای از شورش‌ها بوده که به دلیل در حاشیه قرار گرفتن آن‌ها و عدم رعایت موافقتنامه‌های صلح بین آن‌ها و حکومت‌ها رخ داده‌اند. مالی شاهد سه قیام بزرگ طوارق در سال‌های ۶۴–۱۹۶۲، ۹۵–۱۹۹۰ و ۹–۲۰۰۷ بوده‌است. در سال ۲۰۱۲ نیز با سقوط حکومت معمر قذافی در لیبی و پیوستن دو تا سه هزار جنگجوی حرفه‌ای طوارق از ارتش لیبی به طوارق ناراضی اهل مالی شورش بزرگ دیگری در شمال این کشور درگرفت.

## منابع

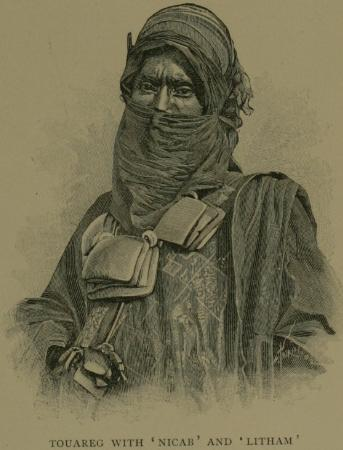